# Sergej Koščug
Sergej Ivanovič Koščug (in russo Сергей Иванович Кощуг?; traslitterazione anglosassone: Sergey Koshchug; Chișinău, 18 ottobre 1967) è un ex giocatore di calcio a 5 ed ex calciatore russo e precedentemente sovietico.

## Carriera
Come massimo riconoscimento in carriera vanta la partecipazione al FIFA Futsal World Championship 1992 in cui la nazionale russa di calcio a 5 è stata eliminata nel girone del primo turno comprendente  Spagna, Stati Uniti e Cina.